# Låda på magen

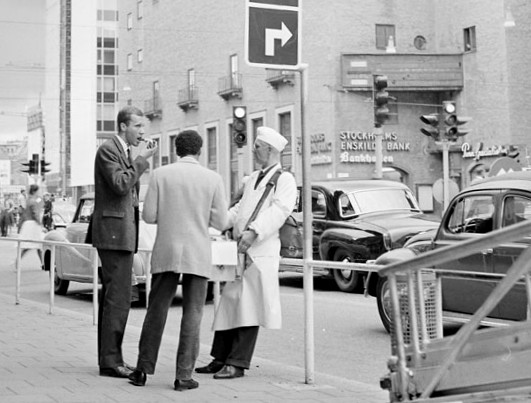
Korvgubbe med låda på magen vid Sveavägen i Stockholm 1960.

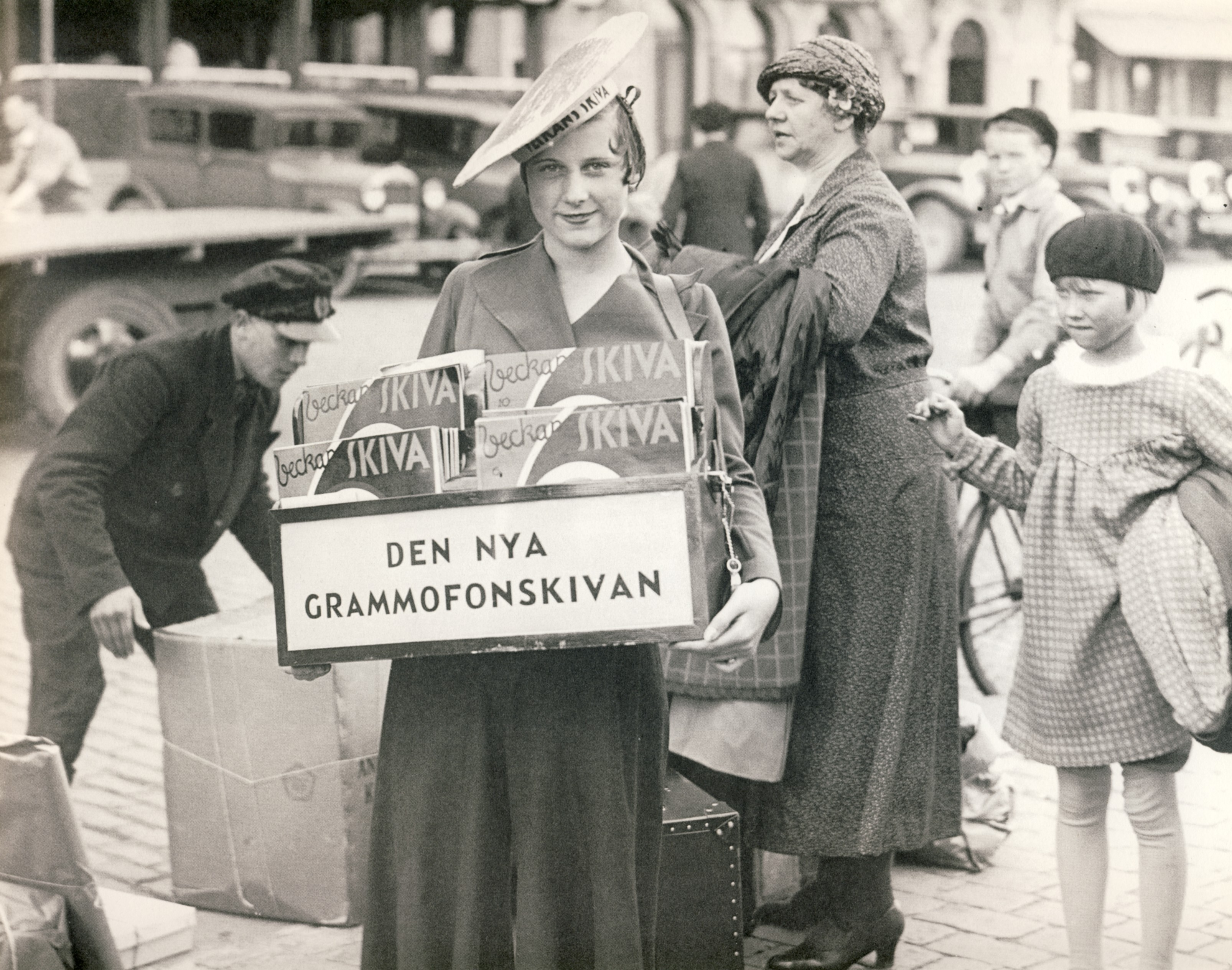
Försäljning av "Veckans skiva" på Södra Blasieholmshamnen i Stockholm på 1930-talet.

Låda på magen är en mobil miniaffär som bärs på säljarens mage. Att sälja varor, främst egna produkter, från en låda på magen har långa traditioner som man kan se på historiska illustrationer från runt om i världen. Matförsäljning på detta sätt kallas i dag för streetfood.

## Historik

### Sverige

#### Förra sekelskiftet
Det var korvgubben som banade väg för den svenska snabbmaten. Varmkorven gjorde snabbt succé när försäljningen flyttade ut på gatorna efter Stockholmsutställningen på Djurgården 1897 (då kvinnliga försäljare – korvmadamer – utspisade korv från grytor på koleld).
Inledningsvis såldes de främst till manliga korvköpare, och korvgubbarna stod ofta under lyktstolpar för att lättare kunna upptäckas i kvällsmörkret. Konsumenterna var män som var "ute på stan" under sen kvällstid, på ärende eller på väg hem. Ändå in på 1910-talet ansågs det inte lämpligt för en kvinna att äta mat ute på gatan, medan "nattkorv" (ordet innan varmkorv myntades) var ett accepterat sätt att äta mat för en man.

#### Mellankrigstiden, krigsåren
Från lådan såldes på 1930-talet cigaretter och godis på biografer, grammofonskivor (till exempel "Veckans skiva") och inte minst varmkorv. Under andra världskrigets köttransonering begränsades gatuförsäljningen av korv av myndigheterna, och dåvarande Livsmedelskommissionen ansåg att korvförsäljarna hellre borde ägna sig åt skogsarbete. I köttbristens spår såldes ofta istället fiskkorv – baserad på fiskfärs av knorrhane eller fjärsing – eller lungkorv. Fiskkorven krävde ingen ransoneringskupong.

#### Senare år
På 1940-talet introducerades ordet korvstånd, för försäljning som inte måste ske via buren mat. Korvkiosker började sakta dyka upp som ett mer permanent försäljningsställe. Ordet korvkiosk finns belagt från 1930-talet, men de blev vanligare i början av 1960-talet. De rena korvkioskerna hade sin storhetstid under de närmaste två decennierna, medan ett utökat utbud av mat ledde till övergången till rena gatukök (ordet belagt i svensk skrift sedan 1965).
I Sverige förbjöds 1972 försäljning av korv från "låda på magen" av hygieniska skäl.

### Senare historia
Numera har försäljningen från låda på magen minskat. Affärsidén finns dock kvar bland ambulerande försäljare för småvaror i storstädernas turiststråk eller försäljning av Brezeln i bayerska öltält. Moderna lådor består av lätt syntetmaterial och kan även specialanpassas för produkter som glass och kylda drycker.

## I populärkulturen
Owe Thörnqvist skaldade 1959 om "Lådan på magen" i sin Varm korv boogie:
| ” | "Det stod en varm-korv-gubbe ner' på Fyris torg han måla' korvarna svarta för han hade sorg Han hade låda på magen Det gillas inte av lagen Det fick han inte ha Nej det var inte bra att ha en låda på magen ..." | „ |